# Władysław Rawicz
Władysław Rawicz (ur. 2 września 1832 w Warszawie, zm. 21 listopada 1863 w Siedlcach) – uczestnik powstania styczniowego, naczelnik cywilny województwa podlaskiego.

## Życiorys

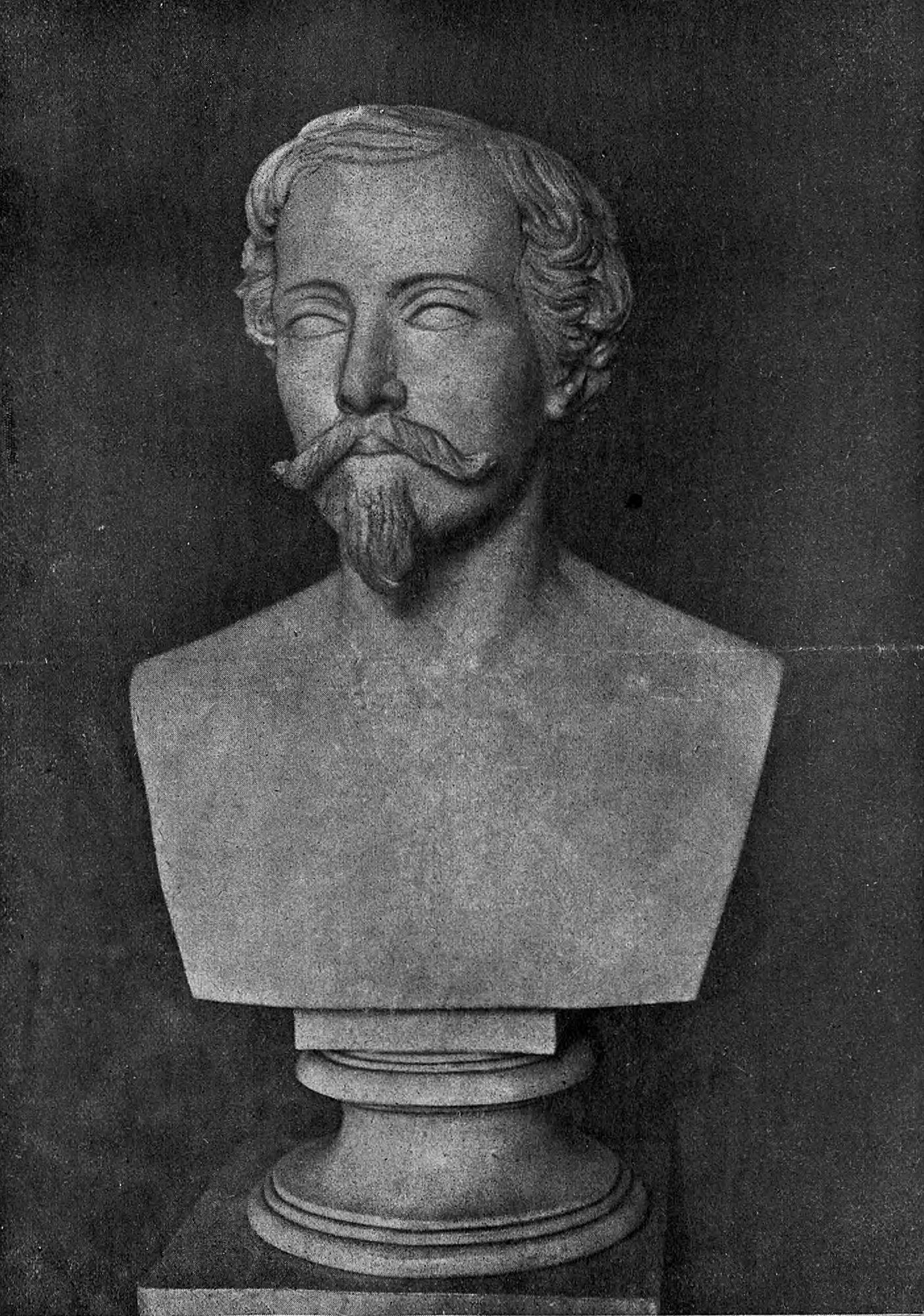
Popiersie W. Rawicza autorstwa Ireneusza Załuskiego

Był synem Aleksandra Jana (bankiera i ziemianina) i Marianny Anny z Gutmanów, bratem Józefa (bankiera warszawskiego). Nauki początkowe pobierał w domu pod kierunkiem ojca Beniamina Szymańskiego, prowincjała kapucynów, przyszłego biskupa podlaskiego; kształcił się następnie na jednej z warszawskich pensji i IV Gimnazjum Realnym w Warszawie, które ukończył z patentem pochwalnym w 1850. Odbył studia w Akademii Rolniczej w Hohenheim pod Stuttgartem, gdzie oprócz zaangażowania w naukę (dwuletni kurs ukończył w rok) działał w polskich kółkach samopomocy i samokształcenia. Lata 1852–1853 spędził na podróży handlowej po Niemczech, Anglii, Francji, Danii, Belgii i Holandii. Po powrocie do kraju pracował w dobrach ziemskich Grochów na Podlasiu (powiat węgrowski), które podniósł do wysokiego poziomu gospodarczego. Działał w lokalnym Towarzystwie Rolniczym, pełnił w nim funkcję sekretarza. Był zwolennikiem pracy organicznej.
W działalności politycznej zaangażował się po stronie białych; był mężem zaufania na okręg węgrowski (lub okręg sokołowski). Po wybuchu powstania styczniowego wystosował memoriał do Tymczasowego Rządu Narodowego, w którym apelował o wstrzymanie działań wojennych wobec braku szans na powodzenie. Jednocześnie zapewnił o lojalności wobec rządu; pozostając naczelnikiem województwa podlaskiego w organizacji białych, wspierał powstańców dostarczając żywność i odzież; w maju 1863 został mianowany naczelnikiem powiatu siedleckiego, w czerwcu zastępcą naczelnika cywilnego województwa podlaskiego, a 29 lipca naczelnikiem tego województwa. Zorganizował m.in. oddział konnych strzelców w sile 40 żołnierzy. Sprawnie kierował przygotowaniami wojennymi na terenie województwa, we własnych zabudowaniach ziemskich zorganizował koszary, zapewnił swoim podkomendnym mundury. Utrzymywał także sprawnie działającą pocztę i administrację.
Po klęsce większości oddziałów powstańczych na Podlasiu próbował powołać wzorcowy oddział, złożony z obywateli ziemskich, którzy mieli zobowiązać się pod przysięgą do nieopuszczania pola walki; próba stworzenia takiego oddziału nie powiodła się wobec zarzutu o jej niedemokratyczność (wyróżnienie stanu szlacheckiego). 27 września 1863 Rawicz został aresztowany we wsi Proszewo pod Siedlcami. Rodzina starała się o jego uwolnienie, na co władze rosyjskie zareagowały przyspieszonym trybem procesu; po wydaniu wyroku śmierci w trybie przyspieszonym dokonano także egzekucji Rawicza (już po jego śmierci przyszło ułaskawienie carskie). Zbiorowa mogiła z jego ciałem znajduje się na terenie Szkoły Podstawowej nr 5, która w 1932 jego imię otrzymała jako patrona.
Był żonaty od 1862 z Pauliną z Witwickich, córką oficera WP, bratanicą pisarza Stefana Witwickiego; miał syna Władysława (ur. 1863).
Owiany legendą, stał się obok ks. Stanisława Brzóski bohaterem Podlasia. Wiersz poświęcił mu Teofil Lenartowicz, był również bohaterem dramatu Walerii Ciemniewskiej Władysław Rawicz. Dramat w 4 aktach (Lwów 1917). W maju 1925 odsłonięto w Siedlcach jego pomnik.